# 北京大学生命科学学院
北京大学生命科学学院，简称北大生科院，是北京大学下属的一个学院，1925年北京大学建立了生物学系，生物学是北京大学早期专业之一。

## 历史
1918年，北京大学筹建生物学系和标本馆。
1924年，北京大学建立了中国第一个生物标本室。
1925年9月，北京大学生物学系建立。
1937年，抗日战争爆发，北京大学、清华大学、南开大学三校南迁，在长沙合办国立长沙临时大学。
1937年12月中旬，战火逼近长沙，长沙临时大学决定迁往昆明。
1938年4月2日，北京大学、清华大学和南开大学三校在云南昆明组成国立西南联合大学，同年5月4日，西南联大正式开学。
1946年10月，北京大学复校。复校后的生物学系分为植物学系和动物学系。
1952年，全国高等学校进行院系调整。原北大、清华和燕京大学三校的文理科各系合并。
1956年，北京大学率先在国内建立了生物化学和生物物理学专业。
1980年代北京大学建立了细胞生物学、微生物学、环境生物学及生态学专业。
1993年北京大学设立了生物技术专业。
1993年北京大学生物学系更名为北京大学生命科学学院。